# Munden fuld
Munden fuld er det tredje studiealbum af Hiphop gruppen Hvid Sjokolade, udgivet den 26. marts 2001 af deres eget pladeselskab Vognmandsfirmaet Menneskelyd. Mesta Lasse medvirker ikke på albummet, da han havde forladt gruppen i år 2000.

## Trackliste
| #   | Titel                                             | Længde |
| --- | ------------------------------------------------- | ------ |
| 1.  | "Indgang"                                         |        |
| 2.  | "Kom til Papa"                                    |        |
| 3.  | "Hvis I vil ha' Det"                              |        |
| 4.  | "Højt Spil (Featuring. Tyde T)"                   |        |
| 5.  | "Hvis Du' ku' Bli' (Featuring. Sidse Smedegaard)" |        |
| 6.  | "Munden Fuld..."                                  |        |
| 7.  | "Had Verden"                                      |        |
| 8.  | "Overload"                                        |        |
| 9.  | "Sved på Bollerne (Featuring. Blæs Bukki)"        |        |
| 10. | "Det' Dig"                                        |        |
| 11. | "Hele Vejen"                                      |        |
| 12. | "Kloden Drejer"                                   |        |
| 13. | "Hvor godtfolk Er"                                |        |

## Medvirkende
- Sidse Smedegaard – sang på "Indgang", "Hvis Du' ku' Bli'" og "Hele Vejen"
- Peter Buch Clausen – bas på "Kom til Papa" og kontrabas på "Hele Vejen"
- Simon Jul Jørgensen – guitar og bas på "Det' Dig"
- DJ Møller – scratching på "Kloden Drejer"
- DJ Pladespiller – scratching på "Hvor godtfolk Er"